# Памелія (Нью-Йорк)
Памелія (англ. Pamelia) — місто (англ. town) в США, в окрузі Джефферсон штату Нью-Йорк. Населення — 3343 особи (2020).

## Демографія
Згідно з переписом 2010 року, у місті мешкало 3160 осіб у 1191 домогосподарстві у складі 871 родини. Було 1288 помешкань
Расовий склад населення:
| - 91,9 % — білих - 2,9 % — чорних або афроамериканців - 2,0 % — азіатів - 0,5 % — корінних американців - 0,1 % — вихідців з тихоокеанських островів |

До двох чи більше рас належало 2,2 %. Частка іспаномовних становила 3,0 % від усіх жителів.
За віковим діапазоном населення розподілялося таким чином: 23,5 % — особи молодші 18 років, 64,3 % — особи у віці 18—64 років, 12,2 % — особи у віці 65 років та старші. Медіана віку мешканця становила 39,5 року. На 100 осіб жіночої статі у місті припадало 108,3 чоловіків;  на 100 жінок у віці від 18 років та старших — 103,7 чоловіків також старших 18 років.
Середній дохід на одне домашнє господарство  становив 77 378 доларів США (медіана — 70 518), а середній дохід на одну сім'ю — 84 789 доларів (медіана — 74 185). Медіана доходів становила 51 433 долари для чоловіків та 42 667 доларів для жінок. За межею бідності перебувало 9,2 % осіб, у тому числі 20,1 % дітей у віці до 18 років та 5,1 % осіб у віці 65 років та старших.
Цивільне працевлаштоване населення становило 1320 осіб. Основні галузі зайнятості: публічна адміністрація — 21,9 %, будівництво — 14,7 %, освіта, охорона здоров'я та соціальна допомога — 12,5 %, мистецтво, розваги та відпочинок — 10,9 %.